# Thomas Sydenham

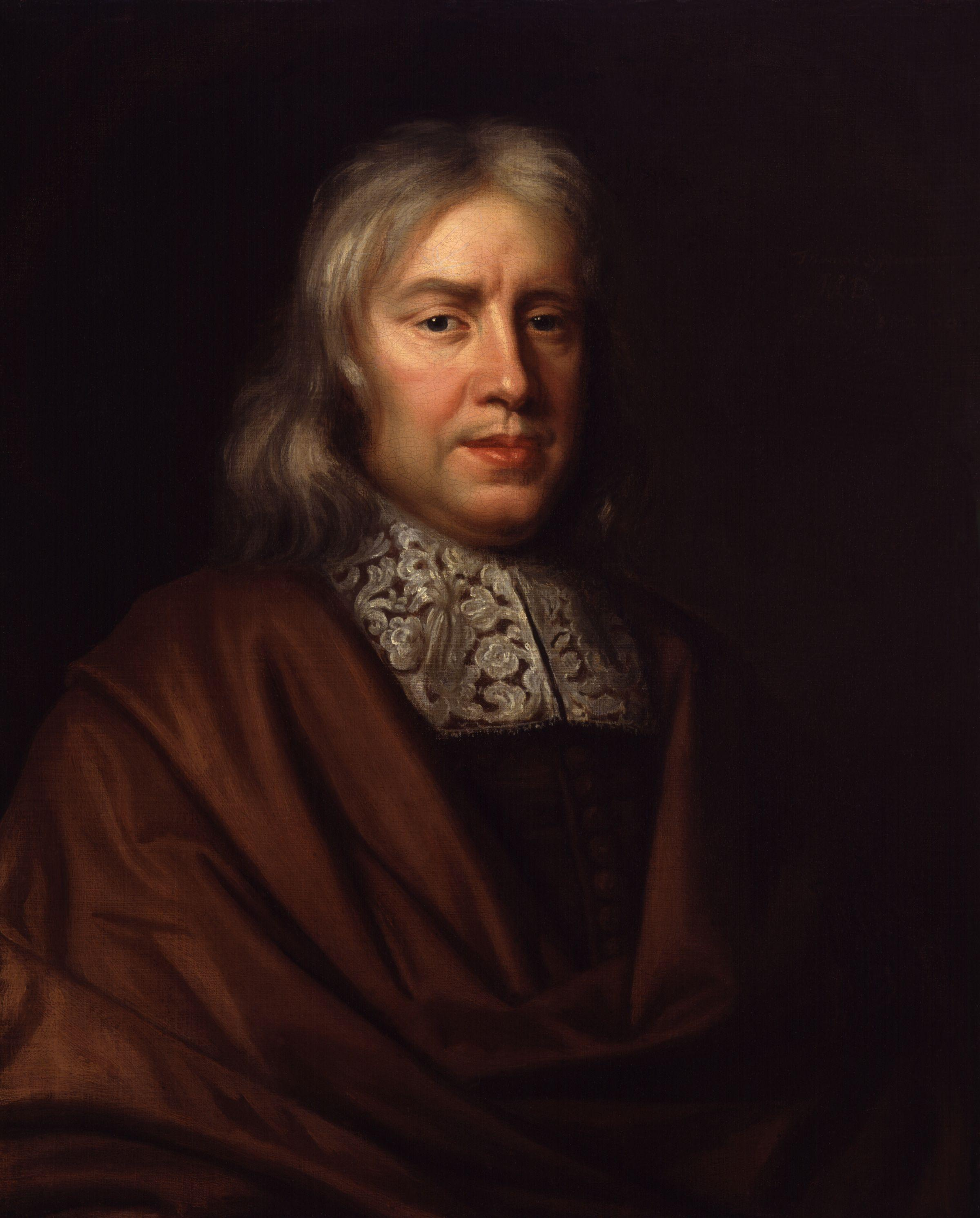
Thomas Sydenham, portret pędzla Mary Beale

Thomas Sydenham (10 września 1624 w Wynford Eagle – 29 grudnia 1689 w Londynie) – angielski lekarz.
Jego wkład w medycynę dotyczył przede wszystkim metod badawczych. Odchodząc od wielowiekowej tradycji uznawał wyższość własnych obserwacji nad wiedzą zawartą w dziełach najwybitniejszych nawet twórców, o ile nie zgadzała się ona z praktyką. Sprawiło to, że dorobił się przydomku angielski Hipokrates. W jego dorobku znajdują się szczególnie wnikliwe opisy chorób zakaźnych takich jak ospa prawdziwa, zróżnicował on płonicę i odrę oraz wprowadził w Europie leczenie malarii przy użyciu kory chinowca. Ponadto opisał dnę moczanową oraz pląsawicę (jedna z jej postaci nosi dziś nazwę pląsawicy Sydenhama).